# Waterslang

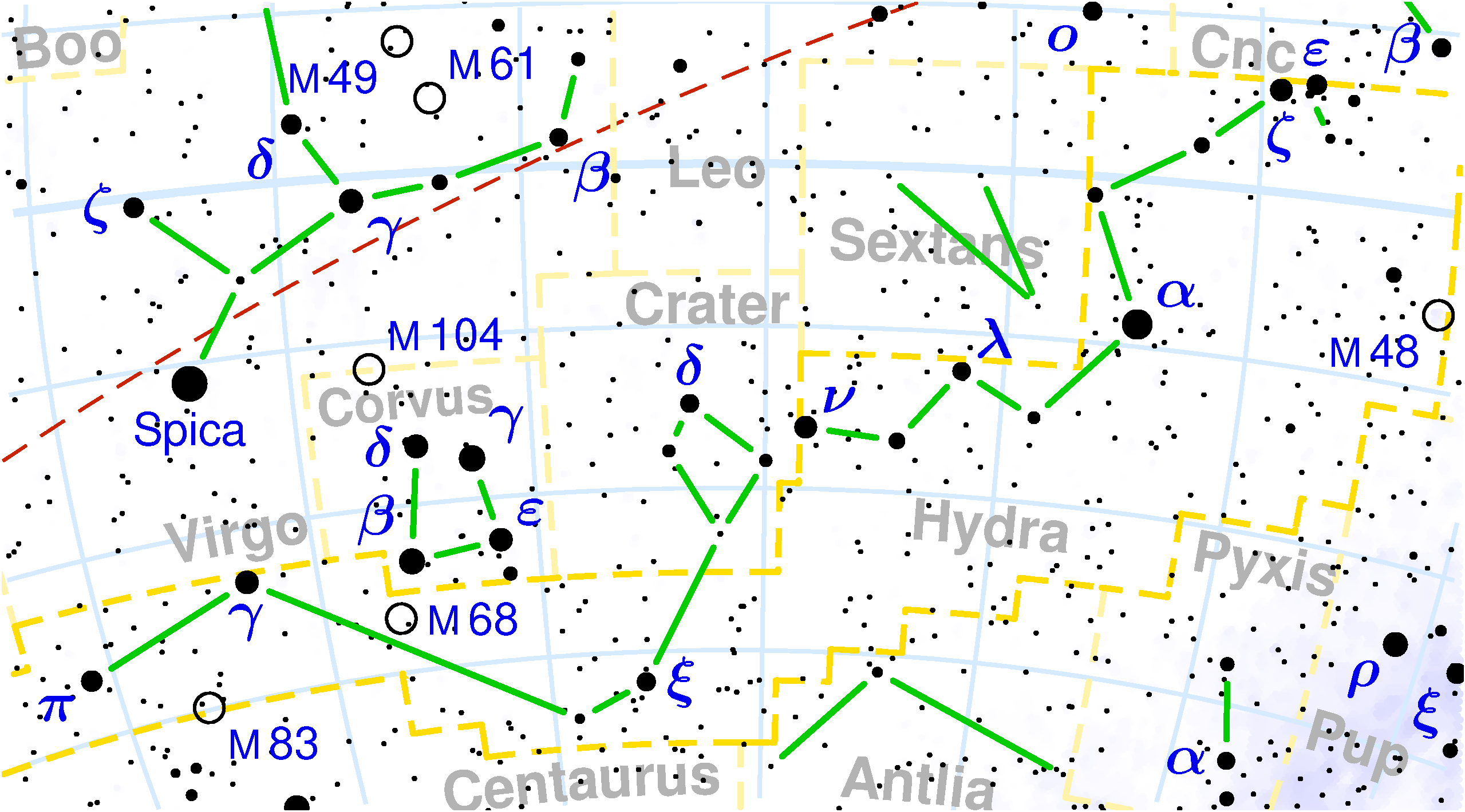
Kaart van het sterrenbeeld Waterslang.

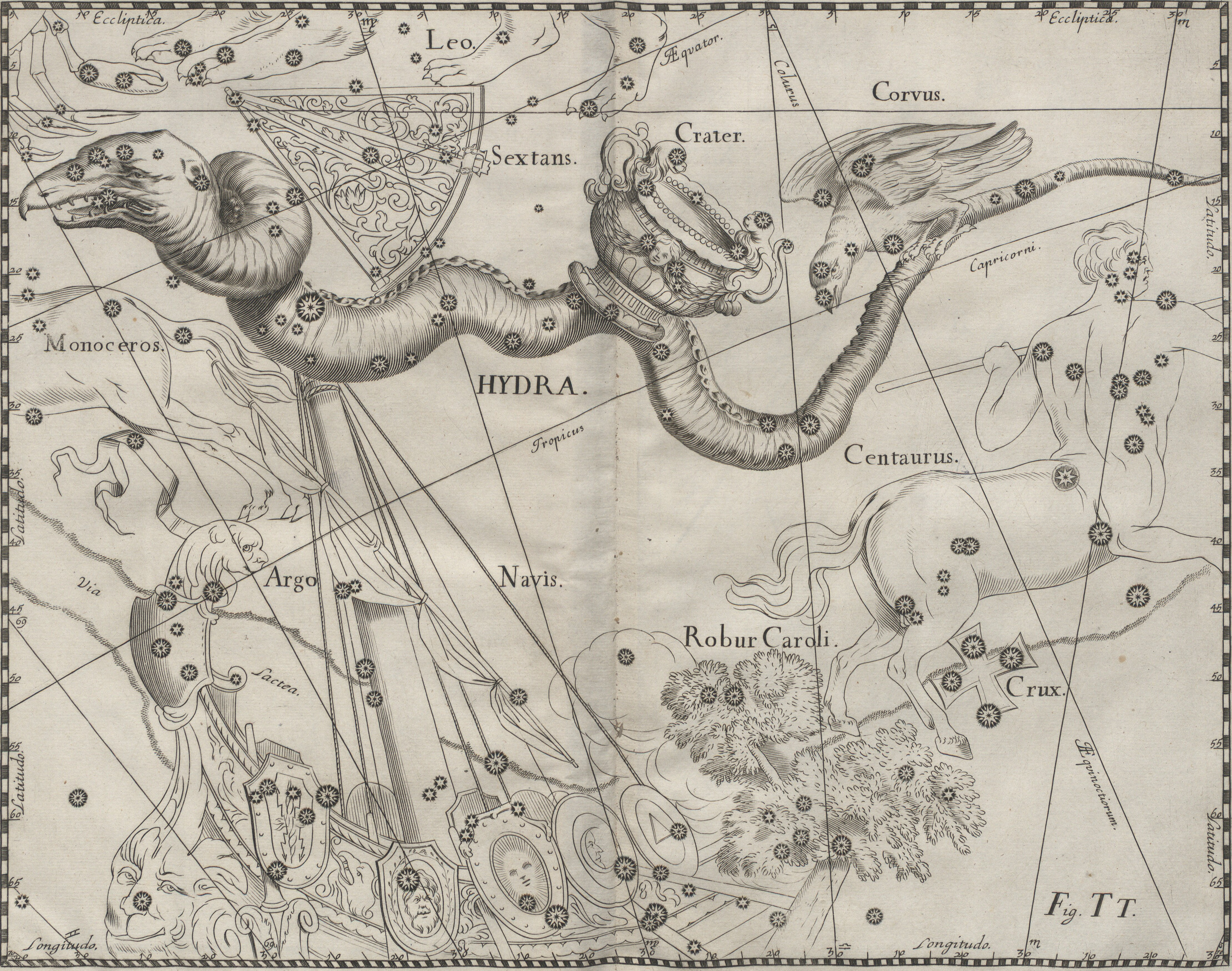
De Hydra van zeventiende-eeuws astronoom Johannes Hevelius

Waterslang (Hydra, afkorting Hya) is een uitgestrekt sterrenbeeld aan de hemelevenaar, liggende tussen rechte klimming 8u08m en 14u58m en tussen declinatie +7° en −35°.

## Sterren
(in volgorde van afnemende helderheid)
- Alphard (α, alpha Hydrae)
- Al Minliar al Shuja (σ, sigma Hydrae)

## Bezienswaardigheden
- NGC 2936 is een elliptisch sterrenstelsel dat interageert met NGC 2937 en samen vormen zij het object Arp 142.
- NGC 3242 (ook: de Geest van Jupiter) is een planetaire nevel die ontdekt werd op 7 februari 1785 door de Duits-Britse astronoom William Herschel.
- Beta Hydrae, de zuidelijkste van de relatief heldere sterren in het sterrenbeeld Waterslang, kan, vooral tijdens de culminatie ervan, vanuit de Benelux worden waargenomen. Deze ster klimt echter niet hoger dan 5 graden boven de zuidelijke horizon, en culmineert ongeveer samen met Beta Leonis (Denebola) in het veel noordelijker gelegen sterrenbeeld Leeuw.

## Aangrenzende sterrenbeelden
(met de wijzers van de klok mee)
- Sextant (Sextans)
- Leeuw (Leo)
- Kreeft (Cancer)
- Kleine Hond (Canis Minor)
- Eenhoorn (Monoceros)
- Achtersteven (Puppis)
- Kompas (Pyxis)
- Luchtpomp (Antlia)
- Centaur (Centaurus)
- Wolf (Lupus) (raakt maar op één punt)
- Weegschaal (Libra)
- Maagd (Virgo)
- Raaf (Corvus)
- Beker (Crater)